# Sergueï Slonimski
Pour les articles homonymes, voir Slonimski.
Sergueï Mikhaïlovitch Slonimski (en russe : Сергей Михайлович Слонимский) est un compositeur soviétique puis russe né le 12 août 1932 à Léningrad et mort le 9 février 2020 à Saint-Pétersbourg.

## Biographie
Né dans la famille de l’écrivain Mikhaïl Slonimski (en), neveu de Nicolas Slonimsky, Sergueï Slonimski commence ses études de composition à l’âge de 11 ans, sous la direction de Vissarion Chebaline. En 1945, il entre à l’école musicale attachée au conservatoire de Léningrad où ses professeurs sont Samari Savchinski (piano) et Boris Arapov (composition), puis au conservatoire dans la classe de composition d’Orest Ievlakhov et de piano de Vladimir Nilsen. En 1958, il termine le cycle de perfectionnement et à partir de l’année suivante, il est admis comme professeur de la théorie de la musique au conservatoire. À partir de 1967, il enseigne également la composition.

## Œuvre
Sergueï Slonimski représente la génération des compositeurs qui s’est formée au conservatoire de Léningrad après la guerre. Dans les années 1950, il s'intéresse à l’avant-garde et au renouvellement de son style musical. Ses premières œuvres, qui attirent l'attention par leur utilisation du langage moderne, sont : Ouverture de carnaval (1957) et la Première symphonie en fa mineur (1958). Sergueï Slonimski utilise aussi les éléments folkloriques dans son cycle vocal Les Chansons de la volnitsa (1960) et dans l'opéra Virineïa (1967). À l'opposé de la plupart de ses contemporains, Sergueï Slonimski est peu influencé par Igor Stravinsky et développe son propre style en devenant l’un des pionniers de la nouvelle vague folklorique en musique russe. Plus tard, il se tourne vers la musique du Moyen Âge, des anciens motifs folkloriques, ce qui fait une combinaison originale avec le langage avant-garde dans Concerto buffo (1964) et la cantate Une voix du chœur (1965). Il utilise également de temps en temps la musique aléatoire et sonore.
Le genre dominant dans l’œuvre de Sergueï Slonimski est la symphonie. Il en a écrit trente-deux, dont la Quatrième, dédicacée à son père, la Neuvième, une œuvre épique reflétant les catastrophes du XXe siècle, la Dixième, Les cercles de l’enfer, d’après Dante.
Sergueï Slonimski se rend célèbre par ses musiques de films et en particulier celle de La République ChKID (un film de Guennadi Poloka; 1966) racontant l’histoire d'un foyer pour enfants orphelins après la révolution d’Octobre.
En dehors de la composition, Slonimski est un musicologue estimé. Il reçoit le grade de licencié en arts pour sa dissertation sur les symphonies de Sergueï Prokofiev. On lui doit aussi les articles consacrés à Gustav Mahler, Dmitri Chostakovitch et la musique russe contemporaine. Parmi ses élèves, on compte Vladimir Kobekine.

## Œuvres

### Opéras
- Virineïa (1967), d’après la pièce de théâtre de Lidia Seïfoullina
- Le Maître et Marguerite (1970―72), d’après le roman éponyme de Mikhaïl Boulgakov, n'est créé qu’en 1989 à cause de la censure ;
- Marie Stuart (1980)
- Hamlet (1990), dramma per musica d’après William Shakespeare ;
- Les visions d'Ivan le Terrible (1995)
- Le roi Ixion (1995), opéra de chambre
- Le Roi Lear (2001) dramma per musica d’après William Shakespeare
- Antigone (2008)

### Ballets
- Icare (1970)
- La Princesse Pirlipat, ou La noblesse punie (2001)
- La Noix magique (2004)

### Œuvres orchestrales
- 32 symphonies (1958―2012)
  - Symphonie nº 1 (1958)
  - Symphonie nº 2 (1978) en 3 mouvements
  - Symphonie nº 3 (1982) en 4 mouvements
  - Symphonie nº 4 (1982) en 4 mouvements
  - Symphonie nº 5 (1983) en 3 mouvements
  - Symphonie nº 6 (1984)
  - Symphonie nº 7 (1984) en 5 mouvements
  - Symphonie nº 8 (1985) pour orchestre à cordes, trompette et cloches
  - Symphonie nº 9 (1987) (en 2 parties)
  - Symphonie nº 10 (1992) (en 9 parties)
  - Symphonie nº 11 (2003)
  - Symphonie nº 12 (2004)
  - Symphonie nº 13 (2004)
- Concerto buffo pour orchestre de chambre (1964)
- Concerto pour orchestre, trois guitares électriques et les instruments solistes (1973)
- Chant dramatique (1973)
- Motet symphonique (1975)
- La musique douce pour flûte et orchestre (1981)
- Concerto primaverile pour violon et orchestre à cordes (1983)
- Concerto pour hautbois et orchestre de chambre (1987)
- Concerto slave pour orgue et orchestre à cordes (1988)
- Les visions pétersbourgeoises (1994)
- Rhapsodie hébraïque, premier concerto pour piano et orchestre (1997)
- Concerto pour violoncelle et orchestre de chambre (1998)
- Deuxième concerto pour piano et orchestre (2001)

### Œuvres de chambre
- Sonate pour violon seul (1967)
- Antiphones pour quatuor à cordes (1975)
- Trois pieces pour violoncelle seul (1975)
- Solo espressivo pour hautbois seul (1977)
- Monodie pour violon seul (1990)
- Trois pièces pour harpe seule (2002)
- Suite pour alto et piano (1960)
- Sonate pour violoncelle et piano (1994)
- Sonate pour violon et piano (1999)
- Alba pour flûte et piano (2002)
- Quatuor à cordes (2008)

### Œuvres pour piano
- Sonate (1965)
- 24 préludes et fugues (1995)
- Intermezzo à la mémoire de Brahms ; Ballade du nord à la mémoire de Grieg ; Élégie à la mémoire de Sibelius
- Plusieurs morceaux

### Œuvres vocales
- Les chansons de la volnitsa (1959)
- Romances et cycles vocaux (verses d'Anna Akhmatova, Ossip Mandelstam, Marina Tsvetaïeva, Bella Akhmadoulina et d’autres)
- Œuvres divers pour chœur

## Musiques de films
- 1966 : La République Chkid (Республика ШКИД) de Guennadi Poloka
- 1967 : Le Mur mystérieux (ru) (Таинственная стена) d'Irina Povolotskaïa (ru)
- 1972 : Ma vie (ru) (Моя жизнь) de Grigori Nikouline (ru) et Viktor Sokolov (ru)